# The Invitation
The Invitation és una pel·lícula de thriller de terror nord-americana del 2022 dirigida per Jessica M. Thompson i escrita per Blair Butler. La pel·lícula és protagonitzada per Nathalie Emmanuel i Thomas Doherty. Inspirada en la novel·la Dràcula de Bram Stoker, el film segueix una dona jove que, després de la mort de la seva mare, es troba per primera vegada amb membres de la família desapareguts, només per descobrir els foscos secrets que porten amb ells.
Originalment titulada The Bride, va ser produïda per Sam Raimi i Ghost House Pictures de Robert Tapert, amb Butler com a guionista. Tanmateix, Raimi i Tapert van sortir a causa de conflictes de programació. El 2020, es va anunciar el director, el productor i el nou títol de la pel·lícula. El càsting es va produir de maig a octubre de 2021, i el rodatge va començar aquell setembre a Budapest.
The Invitation es va estrenar als cinemes als Estats Units el 26 d'agost de 2022 per Sony Pictures Releasing. Va rebre crítiques generalment negatives de la crítica, elogiant l'actuació d'Emmanuel però criticant la història, el guió i els elements de terror. Va ser un èxit de taquilla, amb una recaptació de 38 milions de dòlars a tot el món amb un pressupost de 10 milions de dòlars. Ha estat subtitulada al català.

## Repartiment
- Nathalie Emmanuel com a Evie
- Thomas Doherty com a De Ville
- Stephanie Corneliussen com a Viktoria
- Alana Boden com a Lucy
- Hugh Skinner com a Oliver
- Sean Pertwee com a Renfield
- Courtney Taylor com a Grace